# Рейд Стрейта
Рейд Стрейта (англ. Streight's Raid) — кавалерийский рейд федерального отряда под командованием полковника Абеля Стрейта на территории штата Алабама в апреле — мае 1863 года во время гражданской войны в США. Стрейту было поручено разрушить железные дороги, по которым снабжалась конфедеративная Теннессийская армия. Против Стрейта действовала кавалерия генерала Натана Бедфорда Форреста, который силами отряда в 500 человек принудил Стрейта к капитуляции при Седар-Блафф. Форрест действовал на хорошо знакомой ему местности и пользовался поддержкой местного населения, в частности, ему помогла местная жительница Эмма Сэнсом.

## Предыстория
Весной 1863 ода генерал Улисс Грант начал готовить наступление на Виксберг, и для этой цели решил провести два кавалерийских рейда, которые должны были отвлечь внимание от его манёвров примерно так же, как рейды Форреста и Моргана отвлекали внимание от манёвров армии Брэгга. Одним рейдом командовал полковник Бенджамин Гриерсон, а вторым полковник Абель Стрейт. Стрейту было поручено идти из Нашвилла через Северную Алабаму в Северо-западную Джорджию и там разрушить железную дорогу на Чаттанугу. Начальник штаба генерала Роузкранса, генерал Гарфилд, назвал задание Стрейта «крайне важным и буквально критическим».  В распоряжении Стрейта было 1500 человек, которых он посадил на мулов и лошадей, переправил из Нашвилла в район форта Генри.